# Кілобайт
Кілоба́йт (кбайт, кБ,  kByte , kB ) — одиниця вимірювання обсягу даних, яка застосовується в обчислювальній техніці та телекомунікації, дорівнює 103 = 1000 байт.  Також може зустрічатися розмірність, у якій 1 кілобайт дорівнює 210 стандартним (8-бітним) байтам або 1024 байтам. Застосовується для вказання обсягу пам'яті у різних електронних пристроях.
Кілобайт не належить, до Міжнародної системи одиниць, тим не менш, у документі «Брошура СІ» зазначено, що не рекомендується використовувати приставку «кіло-» для позначення двійкових величин (210), а в разі потреби рекомендується використовувати найменування кібібайт .
Міжнародна електротехнічна комісія (МЕК) визначила поняття кілобайт у 1999 році, визначивши його як 103. При цьому в разі необхідності позначення 210  байт МЕК постановила, що потрібно використовувати термін "кібібайт" за винятком випадків, коли двійкова розмірність зазначена явно.
В інформатиці протягом тривалого часу було прийнято вважати, що 1 кілобайт дорівнює 210 байтам, тобто 1024 байтам. Це склалось історично, з тієї причини, що технічно реалізувати ділення на 1024 значно простіше, ніж ділення на 1000 - для цього використовувався побітовий зсув двійкового представлення числа на 10 позицій праворуч.
В операційних системах родини Windows 1 кілобайт використовується в значенні 1024 байти.
В операційних системах MacOS, Linux, Android, FreeBSD 1 кілобайт дорівнює 1000 байтам. 
Виробники запам'ятовувальних пристроїв  не з двійковою адресацією (наприклад, жорстких дисків), також називають кілобайтом 1000 байт.